# Seznam zápasů kanadské fotbalové reprezentace na MS
Kanadská fotbalová reprezentace byla celkem 2x na mistrovstvích světa ve fotbale a to v roce 1986 a 2022.
- Aktualizace po zápase proti Belgii na MS 2022 - Počet utkání - 6 - Vítězství - 0x - Remízy - 0x - Prohry - 6x

| Číslo | Soupeř        | Výsledek | MS      | Fáze turnaje       | Góly Kanady                   |
| ----- | ------------- | -------- | ------- | ------------------ | ----------------------------- |
| 1.    | Francie       | 0 – 1    | MS 1986 | základní skupina C | Ne                            |
| 2.    | Maďarsko      | 0 – 2    | MS 1986 | základní skupina C | Ne                            |
| 3.    | Sovětský svaz | 0 – 2    | MS 1986 | základní skupina C | Ne                            |
| 4.    | Belgie        | 0 – 1    | MS 2022 | základní skupina F | Ne                            |
| 5.    | Chorvatsko    | 1 – 4    | MS 2022 | základní skupina F | Alphonso Davies               |
| 6.    | Maroko        | 1 – 4    | MS 2022 | základní skupina F | Nayef Aguerd (vlastní Maroka) |